# 別れる2人の事件簿
『別れる2人の事件簿』（わかれるふたりのじけんぼ）は、2000年4月20日より6月22日まで毎週木曜日19:54 - 20:48に、テレビ朝日系列「木曜ミステリー」枠で放送された日本のテレビドラマ。主演は片平なぎさ。
『ニュースステーション』の21:54からのフライングスタートに伴い、この作品と『京都潜入捜査官』は20:00 - 20:54の枠より6分早く放送されている。

## キャスト

### 七原家
七原由紀恵〈40〉
演 - 片平なぎさ
弁護士で西条法律事務所に所属している。夫の浮気現場を目撃し離婚調停を突きつける。
七原隆一〈41〉
演 - 布施博
由紀恵の夫で元刑事。現在は西条法律事務所の調査員をしている。浮気の疑惑を否定するが由紀恵には信じてもらえない。
七原真実
演 - 加藤夏希
由紀恵の娘、中学2年生。
七原愛
演 - 鉢嶺杏奈
由紀恵の娘。
七原克代
演 - 冨士眞奈美
隆一の母。

### その他
黒木邦彦
演 - 豊原功補

赤花田元
演 - トミーズ雅

貴船かおり
演 - 仁藤優子
西条法律事務所の事務職所員。
永島淳平
演 - 青木伸輔

八戸宅弥
演 - 八嶋智人

羽川レナ
演 - 高橋かおり
隆一の前に現れる謎の女性。隆一と一緒にホテルをチェックアウトする場面を由紀恵に目撃される。
西条耕太郎
演 - 神山繁
西条法律事務所の所長。

### ゲスト
事件簿1
- 暎子（由紀恵の親友） - 藤吉久美子

事件簿2
- 雄介（逮捕された父親） - 古尾谷雅人
- 梨花（冴子の娘） - 水川あさみ

事件簿3
- 桂木悠子（脅迫状を受けとった女性） - 田中雅子

事件簿4
- 笠原いずみ（トップアイドル） - 東野佑美
- 久我山（実業家） - 隆大介

事件簿5
- 晶子（隆一の中学の同級生） - 円城寺あや
- 名保美（隆一の中学の同級生） - 姿晴香
- 長谷川（隆一の中学の恩師） - 勝部演之
- 関 - 米山善吉

事件簿6
- 若松英次（元プロボクサー） - 遠藤憲一

事件簿7
- 亜希子（自殺した光一の友人） - 直瀬遥歩
- 幹久（自殺した光一の友人） - 永山たかし
- 蔵田（自殺した光一の友人） - 反田孝幸

事件簿8
- 大倉（医師） - 岡本信人

最後の事件簿
- 椎名和久（疑惑の男） - 金山一彦

## スタッフ
- 脚本 - 今井詔二、林誠人
- 音楽 - 安川午朗
- 監督 - 佐藤健光、辻野正人、橋本一
- 主題歌 - スターダスト・レビュー「今夜だけきっと」
- プロデュース - 井圡隆、亀岡正人、白倉伸一郎

## 放送日程
| 各話                                                           | 放送日        | サブタイトル                          | 脚本     | 監督     | 視聴率 |
| -------------------------------------------------------------- | ------------- | ------------------------------------- | -------- | -------- | ------ |
| 事件簿1                                                        | 2000年4月20日 | 妖しき愛人殺人の謎に挑む!!            | 今井詔二 | 佐藤健光 | 9.4%   |
| 事件簿2                                                        | 2000年4月27日 | 殺意の美少女! 出産に秘められた罠      | 今井詔二 | 佐藤健光 | 8.5%   |
| 事件簿3                                                        | 2000年5月04日 | 京都西陣遺産相続は誰の手に? 殺人事件  | 林誠人   | 辻野正人 | 8.3%   |
| 事件簿4                                                        | 2000年5月18日 | 純愛? 偽装? 死んだアイドルが残した謎  | 今井詔二 | 辻野正人 | 6.5%   |
| 事件簿5                                                        | 2000年5月25日 | 京都殺人同窓会! 消えた死体の女!!      | 林誠人   | 佐藤健光 | 6.1%   |
| 事件簿6                                                        | 2000年6月01日 | 妻を守りたい! 義妹に愛された男        | 今井詔二 | 佐藤健光 | 8.4%   |
| 事件簿7                                                        | 2000年6月08日 | 禁じられた恋! 美しき女教師が呼ぶ殺意  | 今井詔二 | 橋本一   | 6.2%   |
| 事件簿8                                                        | 2000年6月15日 | 姑が殺人犯!? 夫婦を襲った決定的危機!! | 林誠人   | 佐藤健光 | 6.6%   |
| 最後の事件簿                                                   | 2000年6月22日 | はめられた美人姉妹 恐怖の連続殺人!!   | 今井詔二 | 佐藤健光 | 7.9%   |
| 平均視聴率 7.54%（視聴率はビデオリサーチ調べ、関東地区・世帯） |               |                                       |          |          |        |